# Brørup
Brørup es un poblado ferroviario danés perteneciente al municipio de Vejen, en la región de Dinamarca Meridional.
Tiene 4594 habitantes en 2016, lo que lo convierte en la segunda localidad más importante del municipio tras la capital municipal Vejen.
Se sitúa 5 km al oeste de la capital municipal Vejen.